# 齊藤美規
齊藤 美規（さいとう みき、1923年12月6日 - 2012年12月26日）は、昭和・平成期の俳人。本名・克忠（まさなお）。

## 経歴
新潟県西頸城郡下早川村（現・糸魚川市）生まれ。高岡高等商業学校（現・富山大学経済学部）卒。1941年、高岡高等商俳句会で山口花笠の指導を受け俳句を始める。翌年「寒雷」に入会。戦中戦後期の事情により1958年まで中断。1960年、中野弘一の「海峡」入会。1961年、和知喜八の「響焔」入会。1964年、「寒雷」同人。1970年、森澄雄の「杉」創刊同人。1981年、「麓」を創刊・主宰。これに先立ち「寒雷」以外の同人を辞退。同年、第28回現代俳句協会賞受賞。2006年、第6回現代俳句大賞受賞。糸魚川市に在住。新潟県立糸魚川商工高等学校（現・新潟県立糸魚川白嶺高等学校）で教鞭を取り、定年退職後は農業に従事。楸邨を生涯の師とし、故郷糸魚川の風土を叙情的に捉えた作品をつくり続けた。現代俳句協会顧問、新潟県現代俳句協会会長。

## 著書
句集
- 花菱紋（1970年）
- 鳥越（1975年）
- 地の人（1979年）
- 路上集（1984年）
- 海道（1987年）
- 桜かくし（1991年）
- 白壽（1995年）
- 百年（2000年）
- 六花集（2002年）
- 春の舞（2003年）

俳論集
- 俳句の風土（1985年）